# Monceau-Saint-Waast
Monceau-Saint-Waast é uma comuna francesa na região administrativa de Altos da França, no departamento do Norte. Estende-se por uma área de 5.93 km². Em 2010 a comuna tinha 481 habitantes (densidade: 81,1 hab./km²).